# Zlatni dečko
Zlatni dečko (Serbisch für "Goldjunge", internationaler englischsprachiger Titel The Golden Boy) ist ein Filmdrama von Ognjen Janković, das im August 2021 beim Sarajevo Film Festival seine Premiere feiern sollte und im Januar 2022 in die serbischen Kinos kam.
Die TV-Premiere in Deutschland erfolgte am 30. Oktober 2023 auf One, als 5-Teilige Miniserie in deutscher Synchronisation unter dem Titel Golden Boy. Auch die ARD Mediathek stellte die Serie in voller Länge zur Verfügung, sowohl in der Synchron- als auch in der serbischen Originalfassung. Die deutsche Online-Premiere war bereits am 20. November 2022 auf Amazon Prime Video.

## Handlung
Der talentierte serbische Nachwuchsspieler Denis Marković hat bei einem Einsatz bei einem Fußballspiel im Ausland wieder einmal mit seinem Verhalten nicht gerade geglänzt und wird aus dem Verein gefeuert.

## Produktion
Es handelt sich bei dem Film um das Regiedebüt von Ognjen Janković. Er ist Mitglied der Hip-Hop-Gruppe „Belgrade Syndicate“ und hatte zuvor für Fernsehserien wie Pevaj, brate! und Sveta gora - nebeski grad gearbeitet. Das Drehbuch stammt von Aleksa Ršumović, Vuk Ršumović und dem Regisseur.
Der Filmtitel "Zlatni dečko" oder auch „Golden Boy“ sei mehrdeutig und habe dabei auch eine tiefere Bedeutung. Als "El Pibe de Oro" ins Serbische übersetzt wurde, wurde der "Goldjunge" der Spitzname des argentinischen Fußballstars Diego Maradona. Er ist im Film ein Idol für den jungen Denis Marković, der ein Tattoo mit dessen Gesicht trägt. Zudem gibt es eine Auszeichnung für den besten europäischen Nachwuchsspieler/U21-Fußballspieler, den „Golden Boy“. Zudem ist Denis auch ein Goldjunge für alle außer sich selbst, und lässt in erster Linie die Manager und Vereine viel Geld verdienen.
Die Macher des Films versuchten zu zeigen, wie Menschen im Profifußball schnell zur Ware werden, wenn es um mehrere Millionen Euro geht. Das System ähnele dem Menschenhandel, und Denis Marković sei unglücklich, weil in seinem Leben kein Platz für zwischenmenschliche Liebe ist und schon in seinen jungen Jahren von Einsamkeit begleitet wird. Seine ganze Liebe gelte dem Fußball, und er müsse lernen zu verstehen, dass im Leben nicht jeder gegen ihn ist.

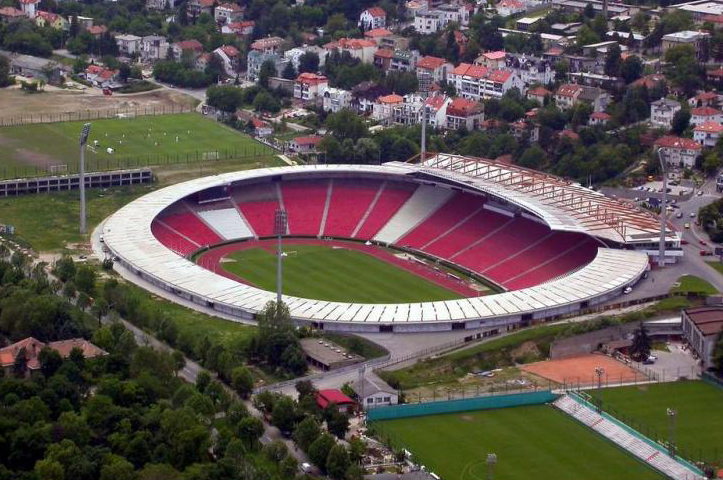
Das Stadion Rajko Mitić in Belgrad

Der serbische Nachwuchsschauspieler Denis Murić, der insbesondere durch seine Rolle in Niemandskind (Ničije dete, 2014) von Drehbuchautor Ršumović auf sich aufmerksam machte und auch für Rollen in Filmen von Branko Schmidt, Dejan Zecevic und Slobodan Sijan besetzt wurde, spielt in der Hauptrolle das junge Fußballtalent Denis Marković.
An der Produktion waren Telekom Srbija, das Filmzentrum Serbiens und Beta Film aus Deutschland beteiligt. Gedreht wurde im Herbst 2020 unter anderem im Stadion Rajko Mitić in Belgrad, der Heimspielstätte von Roter Stern Belgrad und Trainingsstätte der Serbischen Fußballnationalmannschaft. Als Kameramann fungierte Luka Milićević.
Die Premiere sollte im August 2021 beim Sarajevo Film Festival erfolgen. Am 11. Januar 2022 kam der Film in die serbischen Kinos. Ende April, Anfang Mai 2022 wird er beim Prague International Film Festival (Febiofest) vorgestellt.